# Robert B. Leighton
Pour les articles homonymes, voir Leighton.
Ne doit pas être confondu avec le monteur britannique Robert Leighton.
Robert Benjamin Leighton, né le 10 septembre 1919 et mort le 9 mars 1997, est un physicien expérimental américain ayant travaillé à l'Institut de technologie de Californie (Caltech). Ses travaux ont porté sur la physique du solide, l'étude des rayonnements cosmiques, les débuts de la théorie moderne des particules, la physique solaire, l'étude des planètes, et l'étude des ondes EHF. Dans ces quatre derniers domaines, ses travaux pionniers ont ouvert la voie à de nouveaux champs de recherche aujourd'hui très actifs.

## Jeunesse
Leighton né à Détroit, le 10 septembre 1919, où son père fabrique des pièces automobiles. Après avoir déménagé à Seattle, la famille se sépare et son père retourne à Detroit. Sa mère déménage dans le centre ville de Los Angeles, où elle travaille en tant que femme de chambre dans un Hotel. Leighton grandit à Los Angeles et complète ses deux premières années de premier cycle au Los Angeles City College. Il est accepté à Caltech en tant que junior en 1939 mais continue à vivre à la maison, aidant sa mère en travaillant pour le laboratoire Kellogg à la fabrication d'équipements à rayons X.

## Études et Caltech
Leighton reçoit en 1941 son Bachelor of Science en ingénierie électrique à Caltech. Il passe ensuite à la physique et obtient un Master of Science en 1944 puis un PhD en 1947. Sa thèse de doctorat étudie la chaleur spécifique des cristaux cubiques à faces centrées. Il rejoint la faculté de Caltech en 1949 et préside la division physique, mathématiques et astronomie de 1970 à 1975. Ses Principes de Physique Moderne, publiés en 1959, ont eu une influence considérable faisant de ces derniers un standard dans le domaine.

## Dernière années
Leighton abandonne l'enseignement en 1985 et la recherche en 1990. Le New York Times publie la nécrologie de Leighton le 14 mars 1997, cinq jours après sa mort. La Los Angeles Central Library, où Leighton, étant jeune, aimait lire des livres de mathématiques et d'astronomie après les cours, présenta un symposium et une exposition en son honneur peu après sa mort.
En 2009, un cratère de 66km de diamètre dans la région Syrtis Major Planum de la planète Mars est nommé en son nom.